# 완도 읍리 하마비
읍리하마비(邑里下馬碑)는 대한민국 전라남도 완도군 청산면 읍리에 있는 하마비이다. 1984년 2월 29일 전라남도의 문화재자료 제108호로 지정되었다.

## 개요
하마비란 조선시대 종묘 및 대궐 문 앞에 세워놓던 비로, 누구든지 그 앞을 지날 때에는 말에서 내리라는 뜻의 글을 비에 새겨 두었다. 민간신앙에 기초를 둔 것으로, 이 비의 주변에는 10여기의 고인돌이 흩어져 있다.
자연석을 그대로 이용한 비는 앞면에 보살상을 새겨두고, 그 아래 ‘하마비’라는 글자는 시멘트로 만든 하단에 새겼다.
불상의 머리위에 보관(寶冠)이 표현된 것으로 미루어 보살상으로 짐작되며, 고려말·조선초 세운 것으로 보인다.

## 참고 문헌
- 읍리하마비 - 국가유산청 국가유산포털